# Samische Sprachen
Samisch (auch Sami oder Saami, in der älteren Literatur auch als Lappisch bezeichnet) ist eine Gruppe nahe verwandter Sprachen innerhalb der uralischen Sprachfamilie, die heute von rund 24.000 Sprechern vor allem in Sápmi gesprochen werden. Das Sprachgebiet erstreckt sich von Mittelnorwegen und Mittelschweden über Nordfinnland bis auf die Halbinsel Kola in Nordwestrussland. Eine verhältnismäßig große Anzahl von Sprechern lebt darüber hinaus in großen Städten Skandinaviens und Russlands. Da sich die Samen als ein Volk in vier Ländern sehen, sprechen sie selbst oft von „der samischen Sprache“ (im Singular), obgleich die Verständigung zwischen den Sprechern der verschiedenen samischen Sprachen meist kaum möglich ist. In der älteren Forschung wurden die samischen Sprachen meist als „Dialekte“ bezeichnet.
Das älteste bisher bekannte Sprachdokument einer der samischen Sprachen ist eine Liste mit 95 kildinsamischen Wörtern und Phrasen und deren englische Übersetzungen, die der Seefahrer Stephen Borough 1557 während eines Aufenthaltes an der Mündung des Jokanga-Flusses notiert hat.

## Geschichte
Obwohl die samischen Sprachen mit den ostseefinnischen Sprachen verwandt sind, ist die genetische Verwandtschaft zwischen Samen und Finnougriern (Genuntersuchungen z. B. von Cavalli-Sforza) gering. Aufgrund einiger größerer sprachlicher Unterschiede zum Finnischen sowie zahlreicher Wörter, die weder finno-ugrischer noch germanischer Herkunft sind, gehen Forscher inzwischen davon aus, dass die Samen ihre Sprache von einem wahrscheinlich kleinen finno-ugrischen Volk übernommen haben, dessen genetische Spuren heute nicht mehr nachweisbar sind.
Um die Wende vom 19. zum 20. Jahrhundert wurde der Gebrauch der samischen Sprachen aufgrund der Assimilationspolitik der nordeuropäischen Staaten und Russlands (bzw. der Sowjetunion) in öffentlichen Schulen verboten. Eine Ausnahme bildeten die sogenannten „Nomadenschulen“ in Schweden. In Finnland und Russland galt dieses Verbot bis in die 1960er Jahre. So berichtet eine samische Zeitzeugin aus Lowosero, dass jeder Verstoß gegen das Verbot in der Sowjetunion rigoros geahndet worden sei. Als Folge dieser Politik sind die ostsamischen Sprachen in Russland, aber auch das Ume- und Pitesamische in Schweden heute besonders stark vom Aussterben bedroht. 
Die Stigmatisierung des Gebrauchs der samischen Sprachen bis zur Mitte des 20. Jahrhunderts einerseits und die danach einsetzende Renaissance andererseits sind Gründe dafür, dass heute viele Samen der älteren Generation kein Samisch mehr sprechen, während jüngere Leute es wieder aktiv lernen und auch ihren Kindern beibringen.
Für die ursprünglich nur mündlich tradierten samischen Sprachen wurden bis in die 1970er und 1980er Jahre hinein Schriftsprachen entwickelt und die jeweilige Grammatik kodifiziert. Um mit der gesellschaftlichen und technologischen Entwicklung Schritt halten zu können, wurden viele Wörter aus den Nachbarsprachen, vor allem aus dem Norwegischen, Schwedischen, Finnischen und Russischen als Neologismen übernommen und an die samische Grammatik angepasst. Die nordsamische Schriftsprache ist heute am weitesten verbreitet und auch in den Medien am besten repräsentiert.

## Einteilung der Sprachen

Verbreitungsgebiet der samischen Sprachen

Es gibt verschiedene Klassifikationen. Entweder wird zwischen Ostsamisch, Zentralsamisch und Südsamisch unterschieden, oder die samischen Sprachen werden in eine west- und eine ostsamische Gruppe eingeteilt.

### Westsamisch
1. Südsamisch (Norwegen, Schweden): mit Stand 2017 ca. 600 Sprecher.[4]
2. Umesamisch (Schweden): mit Stand 2017 ca. 20 Sprecher,[4] fast ausgestorben.
3. Pitesamisch (Norwegen, Schweden): mit Stand 2017 ca. 20 Sprecher,[4] fast ausgestorben.
4. Lulesamisch (Norwegen, Schweden): mit Stand 2017 ca. 1000–2000 Sprecher,[4] zweitgrößte samische Sprache.
5. Nordsamisch (Norwegen, Schweden, Finnland): mit Stand 2017 ca. 20.000 Sprecher,[4] 70–80 % aller Sami-Sprecher.

### Ostsamisch
1. Inarisamisch (Finnland): mit Stand 2017 ca. 300 Sprecher.[4]
2. Skoltsamisch (Finnland/Russland): mit Stand 2017 ca. 420 Sprecher.[4]
3. Kildinsamisch (Russland): mit Stand 2017 ca. 500 Sprecher.[4]
4. Tersamisch (Russland): mit Stand 2017 ca. 2–10 Sprecher,[4] fast ausgestorben.
5. Akkalasamisch (Russland): Die letzte Sprecherin des Akkalasamischen soll 2003 gestorben sein.[5] 2011 wurde jedoch über noch mindestens zwei lebende samische Personen mit passiven Kenntnissen dieser Sprache berichtet.[6][7]
6. Kemisamisch (Finnland/Russland) ist seit etwa 1900 ausgestorben.

## Schriftsprachen
Von den zehn 2001 noch gesprochenen samischen Sprachen konnten bis dahin sechs zu Schriftsprachen ausgebaut werden; für Umesamisch wurde 2016 eine Orthografie standardisiert und für Pitesamisch 2019. Somit besitzen alle samischen Sprachen bis auf die vor dem Aussterben stehenden Tersamisch und Akkalasamisch und das ausgestorbene Kemisamisch moderne Verschriftungen.
Da die einzelnen Sprachen so weit voneinander entfernt sind, dass eine Kommunikation zwischen den Sprechern nicht oder nur schwer möglich ist, hat das Nordsamische gewissermaßen den Rang einer lingua franca der samischen Bevölkerungen. So werden die meisten Sendungen in Hörfunk und Fernsehen in dieser Sprache ausgestrahlt.
Die samischen Sprachen benutzen das lateinische Alphabet unter Hinzunahme von diakritischen Zeichen und Sonderbuchstaben, bis auf das Kildinsamische, das mit kyrillischen Buchstaben geschrieben wird.

### Offizieller Status

#### Offizieller Status in Norwegen
In der 1988 angenommenen Verfassung des Königreiches Norwegen wird in Artikel 110a festgelegt: „Es ist Aufgabe der Staatsorgane, Bedingungen zu schaffen, die den Samen die Pflege und die Entwicklung ihrer Sprache, Kultur und Lebensweise ermöglichen.“ Ein Gesetz über die samische Sprache trat in den 1990er Jahren in Kraft. Darin werden die Kommunen Karasjok, Kautokeino, Nesseby, Porsanger, Tana und Kåfjord zum zweisprachigen Gebiet erklärt; Sami ist hier im Verkehr mit den Behörden zugelassen.

#### Offizieller Status in Finnland

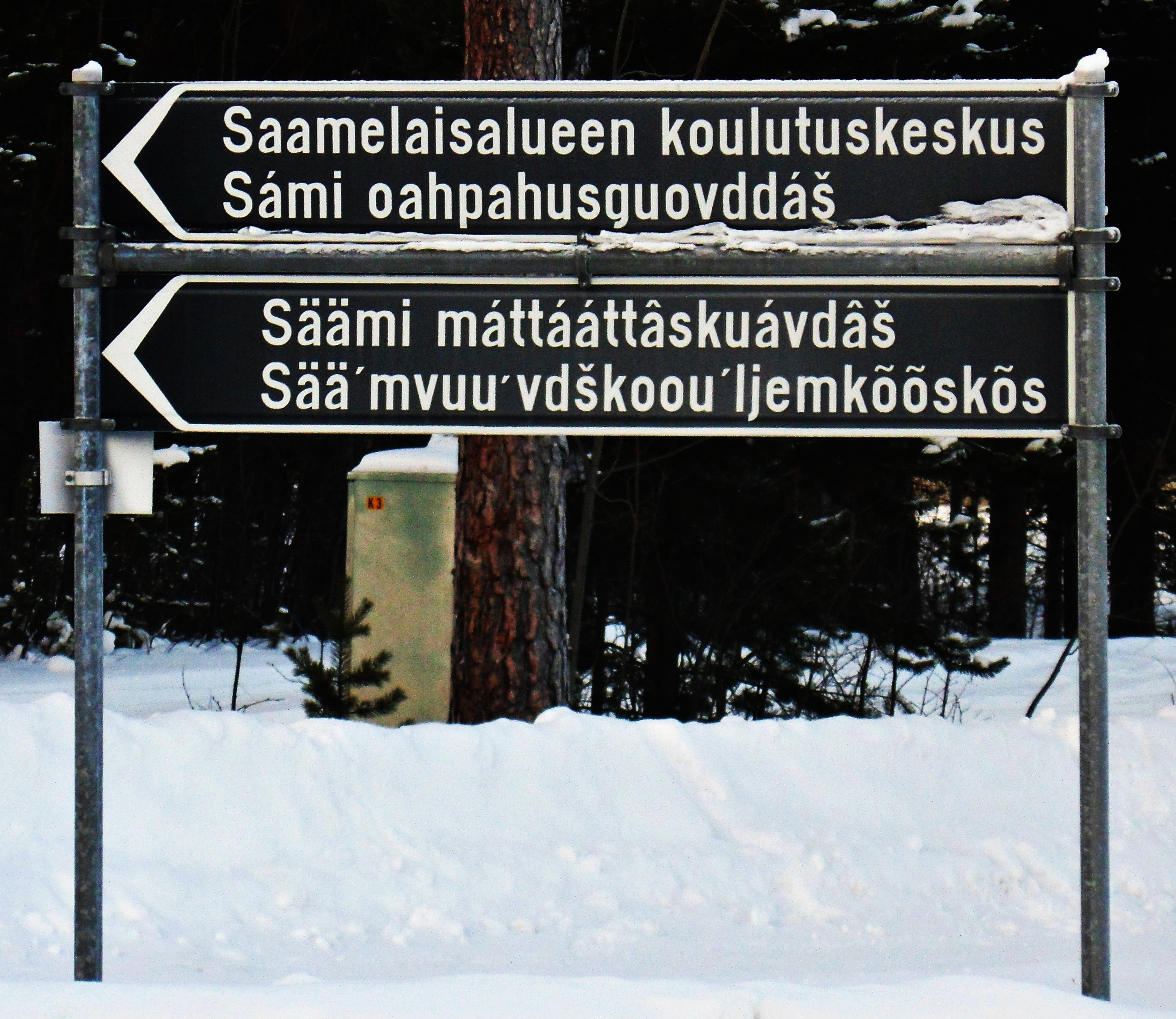
Viersprachiger Wegweiser in Inari (Finnisch, Nordsamisch, Inarisamisch, Skoltsamisch)

Durch das Sprachengesetz von 1992 haben die samischen Sprachen in Finnland im sogenannten „Heimatgebiet“ der Samen, das die Gemeinden Enontekiö, Inari, Utsjoki und den Nordteil der Gemeinde Sodankylä umfasst, einen offiziellen Status. In allen vier Gemeinden ist Nordsamisch anerkannt, in Inari daneben auch Inarisamisch und Skoltsamisch. Inari mit drei samischen Sprachen und Finnisch ist die einzige viersprachige Gemeinde Finnlands.
Der Status der samischen Sprachen garantiert den Samen das Recht, diese als Verkehrssprache in Behörden und Krankenhäusern zu verwenden. Alle öffentlichen Bekanntmachungen werden im Heimatgebiet der Samen auf Finnisch und Samisch formuliert. In den Schulen einiger Gebiete ist Nordsamisch die erstrangige Schulsprache.

#### Offizieller Status in Schweden
Am 1. April 2002 wurde Sami eine der fünf offiziell anerkannten Minderheitensprachen in Schweden. Sami kann im amtlichen Verkehr in den Kommunen Arjeplog, Gällivare, Jokkmokk und Kiruna verwendet werden, das heißt, dass jeder Same das Recht hat, in seiner Sprache mit den Behörden des Staates und der Kommune zu verkehren und eine Antwort in seiner Sprache zu erhalten. Samische Eltern können wählen, ob sie ihre Kinder in eine samische Schule mit Schwedisch als Fremdsprache einschulen möchten oder umgekehrt.

#### Offizieller Status in Russland
Die ca. 2000 Samen in Russland leben auf der Halbinsel Kola und werden stark von der russischen Sprache und Kultur beeinflusst. Nach der Russischen Revolution von 1917 leitete die Sowjetunion zunächst Maßnahmen zum Schutz der samischen Kultur ein. Danach folgten 20 Jahre der Repression und Russifizierung. Die Halbinsel Kola war aus industriellen, wirtschaftlichen und militärischen Gründen wichtig, was einen starken Zuzug von Bürgern aus vielen Teilen der Sowjetunion zur Folge hatte. Heute leben mehr als 100 verschiedene ethnische Gruppen auf der Halbinsel, was die ca. 2000 Samen zu einer kleinen Minderheit macht.
Bis 2004 war Kildinsamisch Pflichtfach an einer Schule in Lowosero. Dieses wurde 2004 durch eine freiwillige Lektion pro Woche ersetzt. Mit Stand 2011 wird an verschiedenen Orten freiwilliger Unterricht angeboten, die Kurse richten sich jedoch nur an Anfänger und fördern die muttersprachliche Beherrschung des Samischen kaum, werden nicht regelmäßig angeboten und verfügen über keine dauerhafte Finanzierung. Für Fortgeschrittene und Erwachsene fehlt es an Unterrichtsmaterial und Lehrmitteln.

### Lateinschriftliche Sonderbuchstaben
Folgende Buchstaben mit diakritischen Zeichen und Sonderbuchstaben des lateinischen Schriftsystems werden heute zur Schreibung samischer Sprachen verwendet:
- Südsamisch in Schweden: Ïï Ää Öö Åå
- Südsamisch in Norwegen: Ïï Ææ Øø Åå
- Umesamisch: Áá Đđ Ïï Ŋŋ Ŧŧ Üü Åå Ää Öö
- Pitesamisch: Áá Đđ Ŋŋ Ŧŧ Åå Ää
- Lulesamisch in Schweden: Áá Åå Ŋŋ Ää
- Lulesamisch in Norwegen: Áá Åå Ŋŋ Ææ
- Nordsamisch: Áá Čč Đđ Ŋŋ Šš Ŧŧ Žž
- Inarisamisch: Áá Ââ Ää Čč Đđ Ŋŋ Šš Žž
- Skoltsamisch: Ââ Čč Ʒʒ Ǯǯ Đđ Ǧǧ Ǥǥ Ǩǩ Ŋŋ Õõ Šš Žž Åå Ää ʹ

Die Verwendung von Ää/Öö in Schweden anstelle von Ææ/Øø an gleicher Stelle in Norwegen entspricht den jeweiligen Buchstabenformen des schwedischen bzw. norwegischen Alphabets, sie zeigen keine unterschiedliche Aussprache an.
Der zur Schreibung samischer Sprachen verwendete Buchstabe Đ/đ ist ein D/d mit einem waagerechten Querstrich (Unicode-Codepunkt: U+0110/U+0111), der auch beispielsweise für das Serbokroatische und Vietnamesische verwendet wird. Er ist nicht das Eth Ð/ð (Unicode U+00D0/U+00F0), das zur Schreibung des Isländischen, Färöischen und Altenglischen verwendet wird.

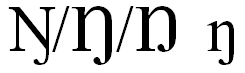
Formen des Ŋ – für samische Sprachen wird die linke bevorzugt

Der Großbuchstabe Ŋ (Eng, Haken-N) wird für die samischen Sprachen üblicherweise als lateinischer Großbuchstabe N mit einem Haken als Unterlänge rechts dargestellt. Unicode enthält den Großbuchstaben auf dem Codepunkt U+014A, schreibt aber die Form der Glyphe nicht vor; in der Verschriftung west- und zentralafrikanischer Regionalsprachen ist eine dem Kleinbuchstaben ŋ ähnliche Form üblich. Bei Bedarf kann die Verwendung der gewünschten Form durch die Wahl des Fonts oder eines OpenType-Parameters sichergestellt werden.
Ein dem Fußzeichen ähnlicher schräger Hochstrich ʹ wird im Skoltsamischen als Buchstabe verwendet, der – zwischen einem betonten Vokal und dem folgenden Konsonanten angeordnet – die suprasegmentale Palatalisierung einer gesamten Silbe anzeigt. Das dafür empfohlene Unicode-Zeichen ist der Umschrift-Aufwärtsstrich (U+02B9 modifier letter prime).

### Verfügbarkeit

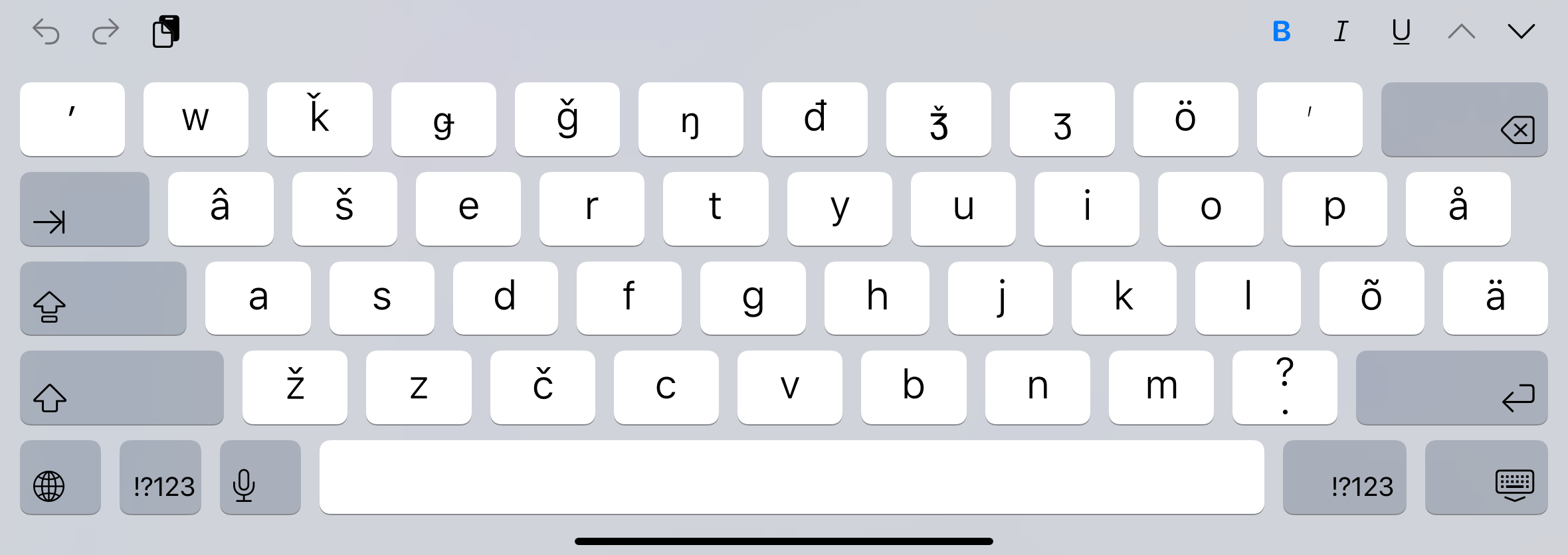
Skoltsamische Tastatur auf einem iPad

Mit Version 17.2 von iOS und iPadOS stellte Apple im Dezember 2023 virtuelle Tastaturen für alle acht verschrifteten samischen Sprachen für alle neueren iPhone- und iPad-Modelle zur Verfügung.

## Sprachcode nach ISO 639
Die Norm ISO 639 sieht für die samischen Sprachen verschiedene Sprachcodes vor. Abhängig von den definierten Zielen der jeweiligen Teilnormen wird eine unterschiedliche Menge von Sprachen aufgenommen.
Nordsamisch als meistgesprochene der samischen Sprachen hat mit se einen Eintrag in ISO 639-1, und mit sme jeweils einen in ISO 639-2 und -3. Die Sprachen Südsamisch (mit sma), Lulesamisch (mit smj), Inarisamisch (mit smn) und Skoltsamisch (mit sms) besitzen jeweils Einträge in ISO 639-2 und ISO 639-3. Die selten gesprochenen oder ausgestorbenen Sprachen werden in ISO 639-2 unter dem Eintrag andere samische Sprachen mit smi subsumiert. Für ISO 639-3 sind die Codes wie folgt: Umesamisch sju, Pitesamisch sje, Kildinsamisch sjd, Tersamisch sjt, Akkalasamisch sia und Kemisamisch sjk.